# Церковь Посещения Пресвятой Девы Марии (Гудогай)
Церковь Посещения Пресвятой Девы Марии (бел. Касцёл Адведзінаў Найсвяцейшай Панны Марыі) — католический храм в деревне Гудогай, Гродненская область, Белоруссия. Относится к Островецкому деканату Гродненского диоцеза. Памятник архитектуры в стиле деревянного зодчества с чертами барокко, построен в 1764 году. Храм включён в Государственный список историко-культурных ценностей Республики Беларусь.

## История

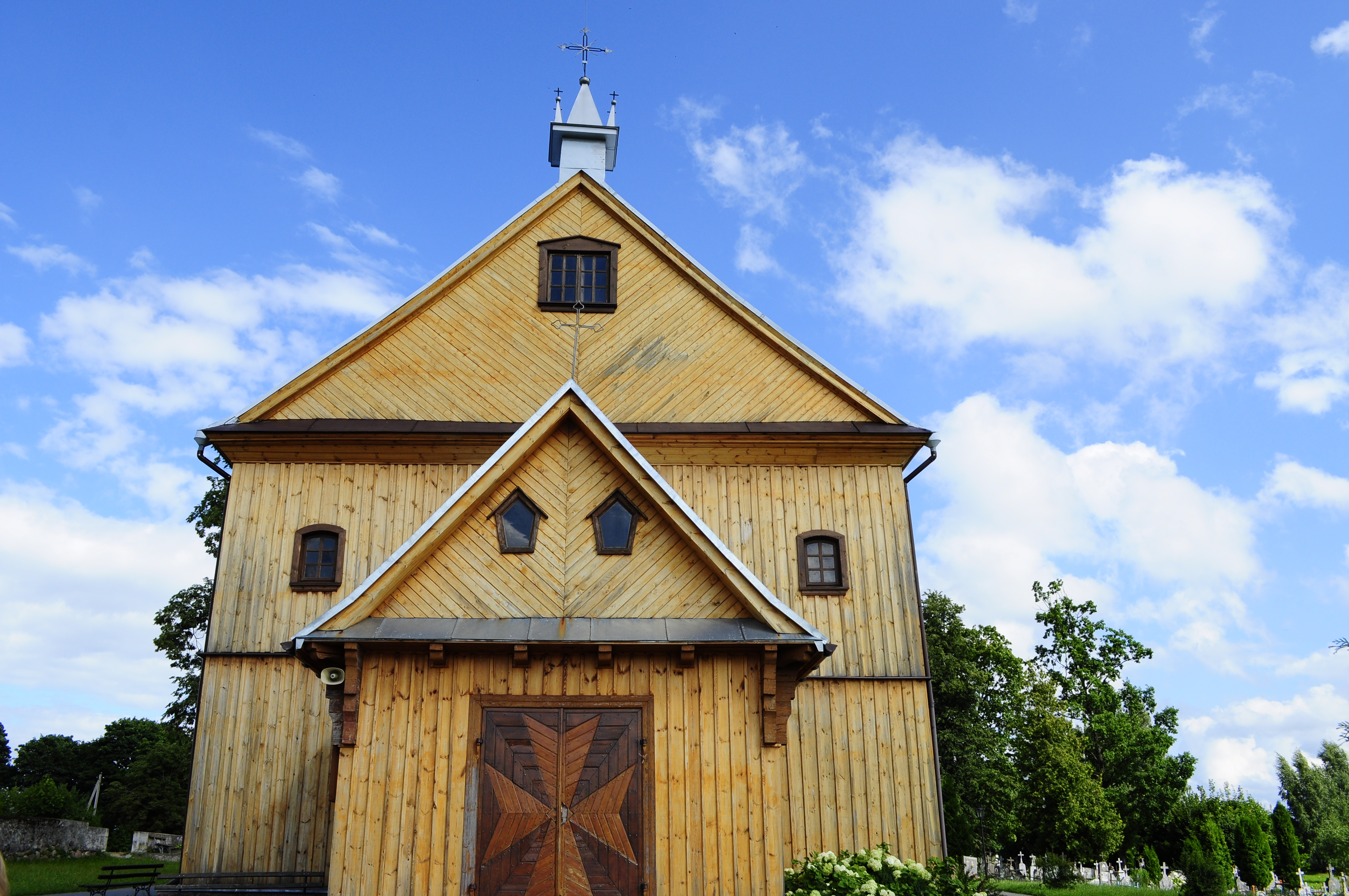
Главный фасад

Впервые Гудогай упоминается в конце XVI века. Католический приход здесь был образован в 1777 году, в 1764 году был выстроен деревянный храм Посещения. Храм был выстроен на средства тогдашнего хозяина имения Юзефа Войны и его жены Людвики. Юзеф и Людвика Войны также пригласил в Гудогай монахов из ордена кармелитов.
Гудогайский храм был широко известен как место хранения иконы Гудогайской Божией Матери, почитаемой чудотворной. Ранняя история иконы неизвестна, вероятно она создана в XVI-начале XVII века, однако в акте об основании кармелитского монастыря от 1764 года говорится, что икона «славится чудесами уже сто лет».
После подавления восстания 1830 года большое число католических монастырей на территории современной Белоруссии были закрыты. В 1832 году был закрыт и кармелитский монастырь в Гудогае, храм был закрыт и продан еврейской общине под снос, а икона перенесена в храм в Ошмянах. Церковь, однако, разрушена не была, в 1856 году её выкупил, а позднее восстановил о. Данат Семашко.

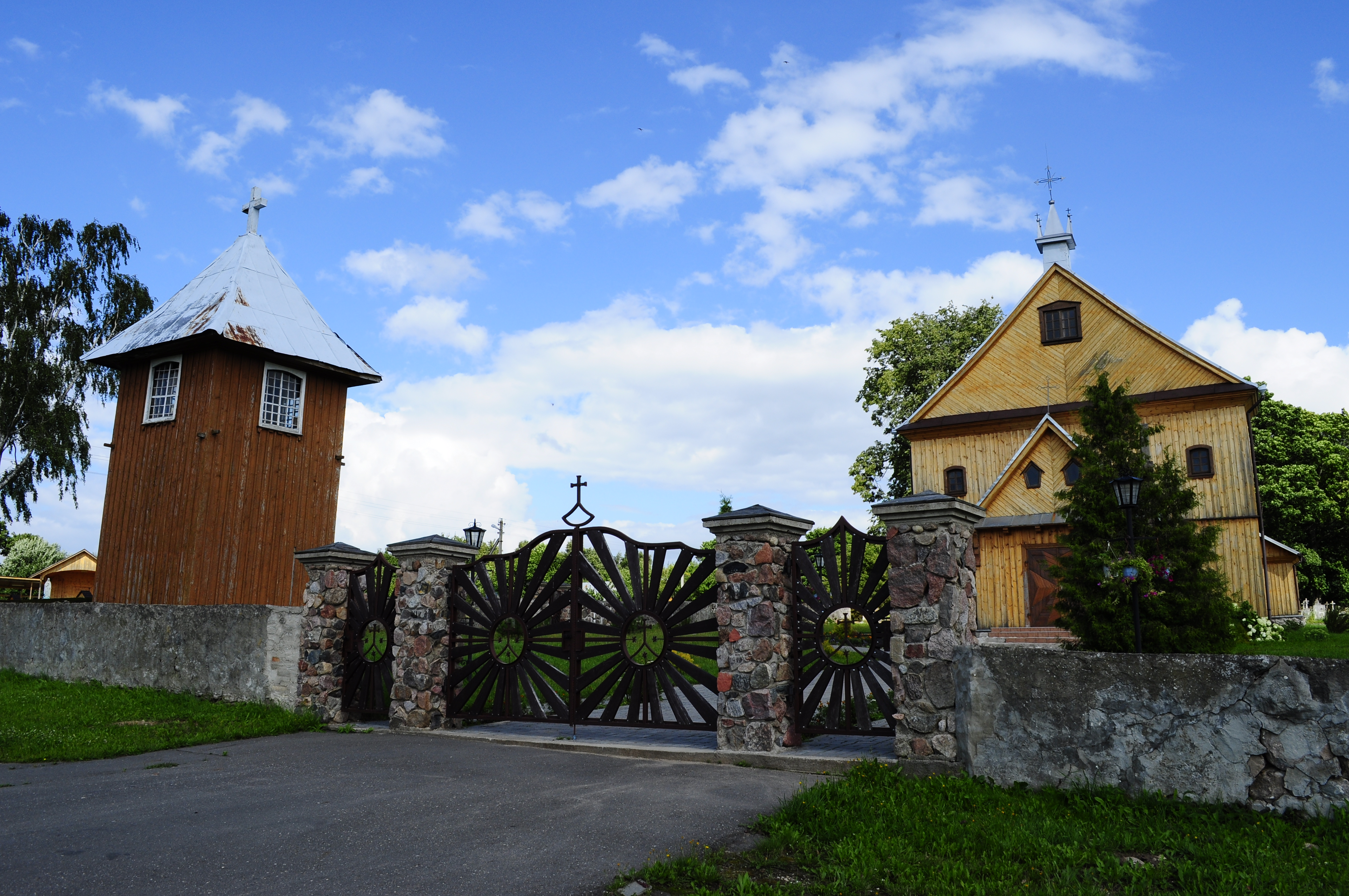
Церковь, ворота и колокольня

В 1906 году в Гудогае был восстановлен католический приход, годом позже в храм Посещения возвращена икона.

## Архитектура
Памятник деревянного зодчества с элементами стиля барокко. Основной прямоугольный в плане сруб покрыт двускатной гонтовой крышей, которая приобретает изогнутую форму над пятигранной апсидой и низкими ризницами по бокам. Ранее главный фасад имел купольные четвериковые башни по бокам (не сохранились). Перед фасадом выдаётся низкий притвор, ранее он был накрыт односкатной крышей, в 1920-х годах крыша притвора была заменена на двускатную с треугольным фронтоном, в уменьшенном виде повторяющего фронтон самого фасада. Из каменного зодчества заимствована лучковая форма оконных проёмов.
Главный зал и апсида объединены общим плоским потолком. В церкви три алтаря, причём главный алтарь «Богоматери Гудогайской» расположен фронтально, два боковых (Св. Казимира и Св. Сердца Иисуса) — под углом. Выполненные в стиле классицизма, они имеют двухъярусную форму с двухколонными портиками, украшены деревянной скульптурой, резным орнаментом, позолотой. Орган имеет вид классического портика, оформленного накладной орнаментальной резьбой в стиле рококо. В главном алтаре хранится Гудогайская икона Божией Матери.

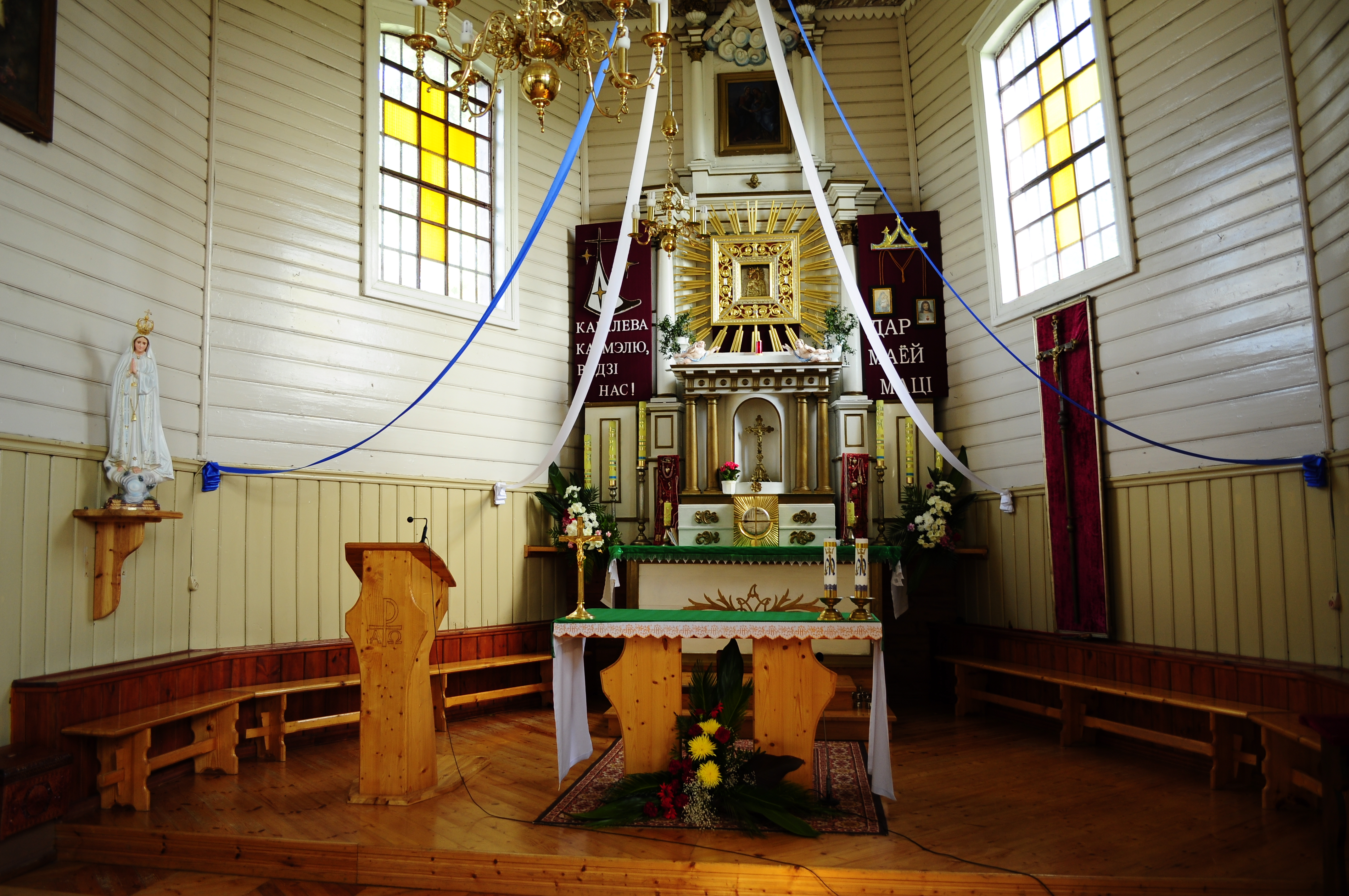
Главный алтарь

В начале XX века отдельно от храма в углу бутовой ограды поставлена деревянная каркасная шатровая колокольня.

## Икона
Икона создана, вероятно, в XVI — нач. XVII века на доске небольших размеров темперой. Принадлежит к иконографическому типу Елеуса («Умиление»). По характеру живописи принадлежит к византийской традиции, повторяет иконографический образ Владимирской Богоматери. Размеры иконы — 31,2х27,7 см.
Во время восстановления иконы в 1938 году старый оклад был заменён на новый, украшенный растительным рельефом в форме листвы акантуса. На голове Девы Марии — корона с 81 рубином, прикрепленная к серебряным позолоченным убранствам. На короне — золотой голубь с крестиком. Королевская корона Младенца увенчана яблоком и крестиком, украшена 35 рубинами.
Главный праздник иконы отмечается 16 июля, в день Богоматери Кармельской.

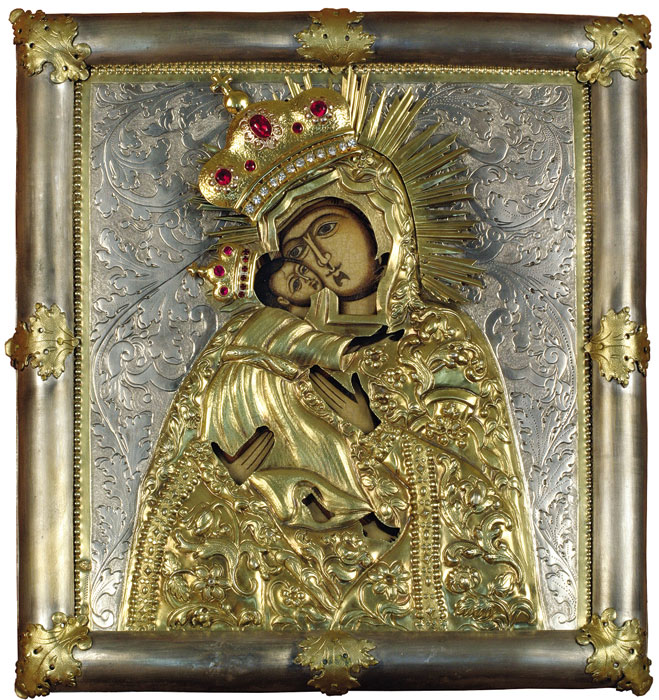
Гудогайская икона Божией Матери

15 июля 2007 года состоялась торжественная коронация Гудогайской иконы Матери Божьей. Коронацию с папского разрешения провёл кардинал Казимир Свёнтек.